# Quintus Fabius Vibulanus (Konsul 423 v. Chr.)
Quintus Fabius Vibulanus war ein Politiker der frühen römischen Republik und gehörte der Patrizierfamilie der Fabier an.
Er war der Sohn des Quintus Fabius Vibulanus (Konsul 467, 465 und 459 v. Chr.). Quintus Fabius Vibulanus war Konsul 423 v. Chr. In diesem Jahr übernahm er den Schutz der Stadt, während sein Mitkonsul gegen die Volsker kämpfte. In den Jahren 416 und 414 war er einer der Konsulartribunen. 